# Cyril Pedrosa
Cyril Pedrosa (Poitiers, 22 de novembre de 1972) és un dibuixant i guionista de còmic francès.

## Biografia
La seva família prové de Portugal, des d'on el seu avi va emigrar a França a la dècada del 1930.
Es va formar a l'escola gràfica Gobelins de París. Posteriorment, es va incorporar als estudis d'animació francesos de la companyia nord-americana Disney, treballant d'assistent gràfic. Va intervenir sobretot en les pel·lícules d'animació El geperut de Notre Dame (1996) i Hèrcules (1997).

### Carrera professional
A partir d'un encontre amb el guionista francès David Chauvel, el 1998 es va posar a treballar per la sèrie Ring Circus, encarregant-se dels dibuixos i el color. La sèrie va comptar amb quatre parts, publicades entre 1998 i 2004. Va continuar la col·laboració amb David Chauvel amb la sèrie Les Aventures spatio-temporelles de Shaolin Moussaka, iniciada el 2004.
El 2006, Cyril Pedrosa va publicar la novel·la gràfica Les Cœurs solitaires i el 2007 Trois ombres. Va col·laborar amb el fanzine parisenc Le Goinfre i va participar, amb Cassinelli i Holbé, en el còmic digital Cadavres Exquisis de 2004 a 2007. A partir de 2008 va iniciar una col·laboració amb la revista d'humor gràfic francesa Fluide Glacial, en la qual va publicar una sèrie anomenada Autobio, de caràcter autobiogràfic i centrada en el moviment ecologista des d'una perspectiva humorística.
El 2012 va publicar la novel·la gràfica semiautobiogràfica Portugal, una història d'un autor de còmics que explora les seves arrels familiars.
El 2013 fou cofundador de la revista mensual de còmics Professeur Cyclope, juntament amb els autors Gwen de Bonneval, Brüno, Hervé Tanquerelle i Fabien Vehlmann.
El 2018 va començar una sèrie de novel·les gràfiques de fantasia política anomenada L'Âge d'Or, amb textos de Roxanne Moreil, inspirada en cançons de gestes. El dibuix innova fent que el personatge aparegui diverses vegades dins d'una mateixa vinyeta, com en un tapís medieval. L'obra va guanyar el premi Landerneau i el premi de còmic Fnac-France Inter. El segon volum va apaèixer el 2020.
S'associa amb Loïc Sécheresse per lliurar Carnets de manifs. Portraits d'une France en marche el gener de 2021, que se centra en el moviment Armilles Grogues.

## Premis
- 2008: Premi Les Essentiels d'Angoulême, per Trois Ombres (Delcourt).[18]
- 2009: Premi de la National Cartoonists Society Division, per Trois Ombres (Delcourt).[19]
- 2009: Premi Tournesol per Autobio, volum 1 (Fluide Glacial).[20]
- 2011: Premi Le Point de còmic, per Portugal (Dupuis).[21]
- 2011: Premi Sheriff d'or de la llibreria Esprit BD per Portugal.
- 2011: Premi Bédélys Monde per Portugal.[22]
- 2012: Premi Fnac de còmic per Portugal.
- 2012: Premi Gran Guinigi al millor artista al Festival Lucca Comics & Games (compartit amb Fabio Civitelli).[23]
- 2013: Premi a la millor obra estrangera de la 31a edició del Saló del Còmic de Barcelona per Portugal, 2013.
- 2018: Premi Landerneau per L'Âge d'Or.[13]
- 2019: Premi Fnac/France Inter de còmic per L'Âge D'Or.[14]